# Calommata
Calommata is een geslacht binnen de familie mijnspinnen (Atypidae). De soorten uit het geslacht komen voor in Azië en Afrika. In tegenstelling tot de andere geslachten (Atypus en Sphodros), leven deze spinnen niet in een web, maar in een graafgang die ongeveer 8 cm onder de grond ligt en tot 20 cm lang kan zijn.
De vrouwtjes kunnen tot 30 mm lang worden, de mannetjes blijven betrekkelijk klein (ongeveer 5 à 7 mm).
De typesoort van het geslacht is Pachyloscelis fulvipes Lucas, 1835.

## Soorten
Het geslacht bevat de volgende soorten:
- Calommata fulvipes (Lucas, 1835)
- Calommata megae Fourie, Haddad & Jocqué, 2011
- Calommata meridionalis Fourie, Haddad & Jocqué, 2011
- Calommata namibica Fourie, Haddad & Jocqué, 2011
- Calommata obesa Simon, 1886
- Calommata pichoni Schenkel, 1963
- Calommata signata Karsch, 1879
- Calommata simoni Pocock, 1903
- Calommata sundaica (Doleschall, 1859)
- Calommata tibialis  Fourie, Haddad & Jocqué, 2011
- Calommata transvaalica (Hewitt, 1916)
- Calommata truculenta (Thorell, 1887)